# 230. pr. Kr.
◄ | 4. stoljeće pr. Kr. | 3. stoljeće pr. Kr. | 2. stoljeće pr. Kr. | ►
◄ | 260-ih pr. Kr. | 250-ih pr. Kr. | 240-ih pr. Kr. | 230-ih pr. Kr. | 220-ih pr. Kr. | 210-ih pr. Kr. | 200-ih pr. Kr. | ►
◄◄ | ◄ | 233. pr. Kr. | 232. pr. Kr. | 231. pr. Kr. | 230 pr. Kr. | 229. pr. Kr. | 228. pr. Kr. | 227. pr. Kr. | ► | ►►
Astronomija

## Rođenja
- Pines,  bio sin Ilirskog kralja Agrona i njegove prve žene Triteute († 217. pr. Kr.)

## Smrti
- Agron – ilirski kralj

## Vanjske poveznice
|  | Zajednički poslužitelj ima još gradiva o temi 230. pr. Kr. |